# Program Ranger

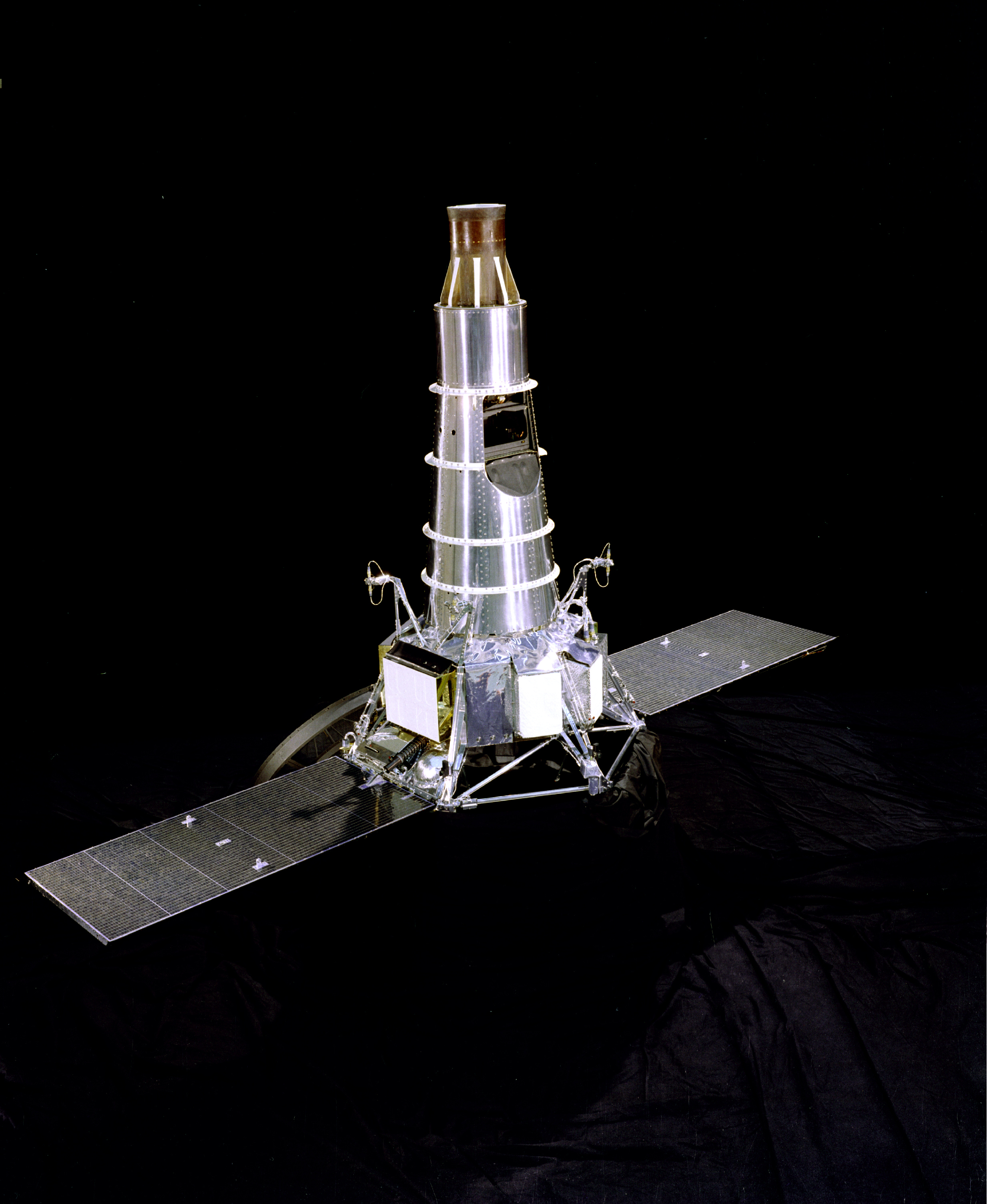
Sonda Ranger

Ranger bylo označení americké série devíti bezpilotních kosmických sond, určených pro výzkum Měsíce v letech 1961 až 1965.

## Cíl programu
Program byl projektem Národního úřadu pro letectví a kosmonautiku, který navazoval na nepříliš úspěšný průzkum Měsíce v rámci Programu Pioneer. Měl přinést poznatky potřebné k chystanému přistání člověka na Měsíci. Projekt řídila organizace NASA Jet Propulsion Laboratory (JPL), Pasadena, CA (USA).
Jednalo se o sondy, které měly dopadnout na měsíční povrch a krátce předtím poslat snímky pořízené šesti kamerami. Předpokládalo se, že dopadem se sonda zničí. U Rangerů 3 až 5 mělo dojít k měkkému přistání přístrojového pouzdra.
Celkové náklady na projekt dosáhly hodnoty 170 mil. USD

## Stručně k sondám
K dopravě sond byla použita dvoustupňová raketa Atlas - Agena B. Všechny mise startovaly z kosmodromu Eastern Test Range na Floridě.
- Ranger 1, start v srpnu 1961, sonda zůstala na orbitě Země, neúspěch
- Ranger 2, start v listopadu 1961, stejný osud jako předchozí mise
- Ranger 3, start v lednu 1962, příliš rychle Měsíc přeletěla na orbitu Slunce, neúspěch
- Ranger 4, start v dubnu 1962, první zásah Měsíce sondou USA, bez fotografií, úspěch částečný
- Ranger 5, start v říjnu 1962, jako Ranger 3, neúspěch
- Ranger 6, start v lednu 1964, zasáhla Měsíc, ale televizní přenos nefungoval, neúspěch
- Ranger 7, start v červenci 1964, úspěšný přenos televizních snímků
- Ranger 8, start v únoru 1965, stejně úspěšná jako předchozí sonda, 17. února 1965 pořídila tato bezpilotní sonda na Měsíci fotografie Moře Klidu. Akce se konala v rámci přípravy na mise programu Apollo, v tomto místě měla v budoucnu přistát posádka Apolla 11.
- Ranger 9, start v březnu 1965, i ta poslala velice kvalitní snímky, tedy úspěšná

## Konstrukce sond
Hmotnost všech sond byla v rozmezí 306 - 365 kg. Obsahovaly mj. panely slunečních baterií, chemické baterie s výdrží na 9 hodin letu, televizní aparaturu, dvě širokoúhlové a čtyři úzkoúhlé kamery.